# Дранишников, Василий Васильевич
Василий Васильевич Дранишников (6 октября 1936 года, Чердынь, Пермский край, РСФСР, СССР — 5 апреля 2019 года, Москва, Россия) — советский и российский художник-график, член-корреспондент Российской академии художеств (2007).

## Биография
Родился 6 октября 1936 года в г. Чердынь Пермской области, жил и работал в Москве.
В 1960 году — окончил Свердловское художественное училище.
В 1968 году — окончил Московский художественный институт имени В. И. Сурикова, руководителем творческой мастерской по диплому Е. А. Кибрик.
С 1968 по 1970 годы — стажировался в творческой мастерской Академии художеств СССР под руководством Е. А. Кибрика.
С 1971 по 1983 годы — работал в Студии художников МВД, создал ряд литографских серий о работниках правоохранительных органов, а также серию «Пожарные блокадного Ленинграда».
С 1974 года — член Московского Союза художников.
В 2007 году — избран членом-корреспондентом Российской академии художеств от Отделения графики.
Василий Васильевич Дранишников умер 5 апреля 2019 года в Москве.

## Творческая деятельность
Станковые серии: «Москва — Город-Герой», цв. автолитография (1968 г.), «Вишера Алмазная». бум. темпера, (1971—1972 гг., Министерство культуры РСФСР), «Тува. Земля Монгун-Тайги», бум. темпера, (1983 г.), «О моряках-североморцах», бум. темпера, (1985 г. Министерство культуры РСФСР), «Снега России», бум. карандаш, (1987—1997 гг.), серия «Яуза в Москве», бум. карандаш. (1997—2000 гг.), «Ферапонтово», бум. карандаш. (2006—2008 гг.), «О Северном Урале. Вишера», бум. карандаш. (2010—2014 гг.);
Триптих «Сердце Родины — Москва», бум. карандаш, (1986 г., СХ СССР).

## Награды
- Заслуженный художник Российской Федерации (1998)
- Премия Ленинского комсомола (1969)
- Медаль «За безупречную службу» III степени (1981)
- Медаль «В память 850-летия Москвы» (1997)